# Șcerbani, Stara Sîneava
Șcerbani (în ucraineană Щербані) este un sat în comuna Zastavți din raionul Stara Sîneava, regiunea Hmelnîțkîi, Ucraina.

## Demografie
Componența lingvistică a localității Șcerbani
     Ucraineană (99,48%)
     Alte limbi (0,52%)
Conform recensământului din 2001, majoritatea populației localității Șcerbani era vorbitoare de ucraineană (99,48%), existând în minoritate și vorbitori de alte limbi.